# Iwan Ławruszyn
Iwan Jakowlewicz Ławruszyn (ros. Иван Яковлевич Лаврушин,  ur. 1900 w Orle, zm. 29 stycznia 1940) – funkcjonariusz radzieckich służb specjalnych, major bezpieczeństwa państwowego.

## Życiorys
W 1916 skończył szkołę miejską w Orle, od lutego 1917 w Moskwie, gdzie służył w studenckiej milicji. W 1918 pracownik wydziału rolniczego gminnego komitetu wykonawczego, od grudnia 1918 w RKP(b), w 1919 pomocnik sekretarza gubernialnej kasacyjnej rady sędziów ludowych, od czerwca 1919 do maja 1920 w Armii Czerwonej, od maja 1920 do lipca 1921 pełnomocnik Wydziału Specjalnego Czeki 1 Armii Konnej. Od lipca 1921 do kwietnia 1922 pełnomocnik i starszy pełnomocnik Wydziału Specjalnego Północnokaukaskiego Okręgu Wojskowego i Pełnomocnego Przedstawicielstwa Czeki na Południowym Wschodzie, od kwietnia 1922 do maja 1925 szef INFAGO Czarnomorskiego Okręgowego Oddziału GPU, od września 1925 do czerwca 1928 szef IRO okręgowego oddziału GPU we Władykaukazie, od czerwca 1928 do czerwca 1930 szef INFO kubańskiego okręgowego oddziału GPU, od kwietnia do października 1930 szef Wydziału Kontrwywiadowczego i Wydziału Specjalnego kubańskiego okręgowego oddziału GPU i pomocnik szefa kubańskiego okręgowego oddziału GPU. Od kwietnia 1930 do sierpnia 1931 szef Wydziału Specjalnego 12 i 74 Dywizji Północnokaukaskiego Okręgu Wojskowego, od sierpnia 1931 do kwietnia 1933 pomocnik i zastępca szefa szachtyńsko-donieckiego sektora operacyjnego GPU, od kwietnia 1933 zastępca szefa, a od 5 stycznia do 10 lipca 1934 szef Wydziału Tajno-Politycznego Pełnomocnego Przedstawicielstwa OGPU Kraju Północnokaukaskiego. Od 10 lipca 1934 do 25 grudnia 1936 szef Wydziału Tajno-Politycznego Zarządu Bezpieczeństwa Państwowego (UGB) Zarządu NKWD Kraju Północnokaukaskiego, od 25 grudnia 1935 kapitan bezpieczeństwa państwowego, od 25 grudnia 1936 do 27 maja 1937 szef Wydziału 4 UGB Zarządu NKWD Kraju Północnokaukaskiego/Kraju Ordżonikidzewskiego, 5 maja 1937 awansowany na majora bezpieczeństwa państwowego, od 27 maja 1937 zastępca szefa, a od 14 czerwca do 4 grudnia 1937 szef Zarządu NKWD obwodu gorkowskiego (obecnie obwód niżnonowogrodzki). Deputowany do Rady Najwyższej ZSRR 1 kadencji.
4 grudnia 1938 aresztowany, 28 stycznia 1940 skazany na śmierć przez Wojskowe Kolegium Sądu Najwyższego ZSRR i rozstrzelany (w 1956 poinformowano, że zmarł 4 sierpnia 1945 podczas odbywania kary).

## Odznaczenia
- Order Czerwonej Gwiazdy (11 lipca 1937)
- Medal jubileuszowy „XX lat Robotniczo-Chłopskiej Armii Czerwonej” (22 lutego 1938)
- Odznaka "Honorowy Funkcjonariusz Czeki/GPU (XV)" (20 grudnia 1932)